# Freedom (Justin Bieber)
Freedom è il secondo EP del cantante canadese Justin Bieber, pubblicato il 4 aprile 2021.

## Tracce
1. Freedom (featuring Beam) – 2:45 (Justin Bieber, Tyshane Thompson, Jordan Douglas, Matthew Samuels, Anderson Hernandez, Miloš Angelov)
2. All She Wrote (featuring Brandon Love e Chandler Moore) – 3:54 (Justin Bieber, Brandon Burke, Chandler Moore, Sean Momberger, Samuels, Hernandez, Leigh Elliott, Gerald Levert)
3. We're in This Together – 3:02 (Justin Bieber, Nima Jahanbin, Paimon Jahanbin, Federico Vindver, Angel Lopez, Isaiah Johnson)
4. Where You Go I Follow (featuring Pink Sweats, Chandler Moore e Judah Smith) – 3:33 (Justin Bieber, David Bowden, Judah Smith, Jonathan Gateretse, Lenard Ishmael, Luigi Tiano, O'Necean Gordon, Tarik Henry)
5. Where Do I Fit In (featuring Tori Kelly, Chandler Moore e Judah Smith) – 4:46 (Justin Bieber, Tori Kelly, Chandler Moore, Judah Smith, Jonathan Gateretse,  Lenard Ishmael, Luigi Tiano, O'Necean Gordon, Tarik Henry)
6. Afraid to Say (featuring Lauren Walters) – 4:23 (Justin Bieber, Julian McGuire)